# Сойкинская дорога
Со́йкинская доро́га — дорога в городе Ломоносове Петродворцового района Санкт-Петербурга. Проходит от стыка Краснопрудской улицы и Иликовского проспекта до границы с Ломоносовским районом Ленинградской области. Далее продолжается Центральной улицей деревни Верхние Венки.
Участок от Иликовского проспекта до Иликовской дороги со второй половины XVIII века до 1869 года входил в состав дороги на Илики (см. Иликовский проспект).
Сойкинской дорога стала во второй половине XIX века. Новое название связано с деревней Сойкино, в которую дорога ведет.
На протяжении первых 300 метров проходит по побережью Красного (Верхнего) пруда на реке Карасте. В 100 метрах от начала дорога пересекает Карасту по мосту-плотине, построенному в первой четверти XVIII века. Почти на всем своем протяжении Сойкинская дорога проходит в границах объекта культурного наследия федерального значения «Верхний парк», входящего в состав дворцово-паркового ансамбля «Ораниенбаум».
На Сойкинской дороге находятся две территориальные зоны — Жилгородок № 12 (северо-западнее перекрестка с Иликовской дорогой) и Жилгородок № 15 (у перекрестка с Красной аллеей).

## Перекрёстки

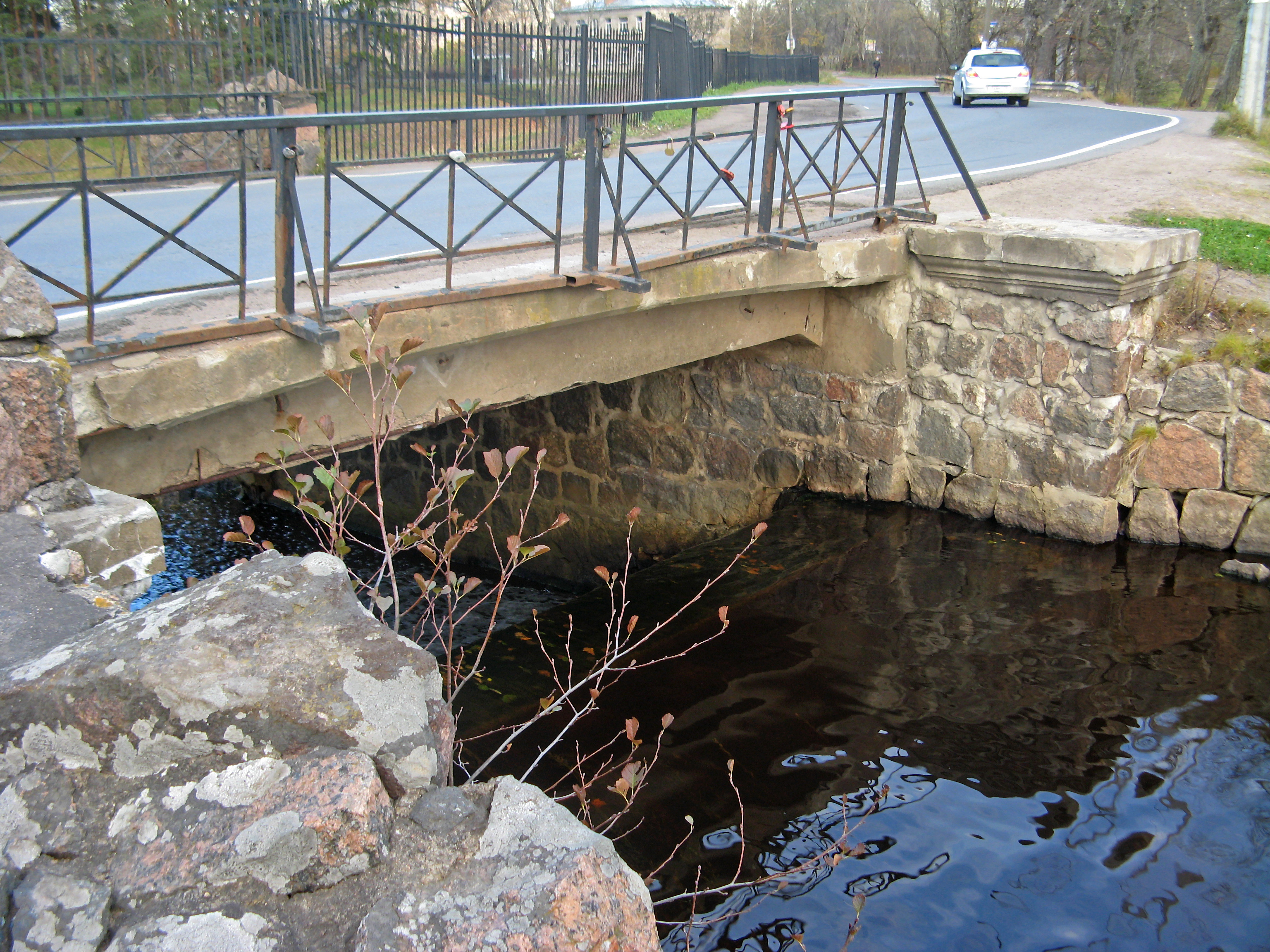
Мост-плотина Красного пруда на Сойкинской дороге

- Иликовский проспект / Швейцарская улица / Краснопрудская улица
- Новая дорога
- Иликовская дорога